# Rzeczniów
Rzeczniów ist ein Dorf sowie Sitz der gleichnamigen Landgemeinde im Powiat Lipski der Woiwodschaft Masowien, Polen.

## Gemeinde
Zur Landgemeinde Rzeczniów gehören folgende 24 Ortschaften mit einem Schulzenamt:
Ciecierówka
Dubrawa
Grabowiec
Grechów
Jelanka
Kotłowacz
Marianów
Michałów
Osinki
Pasztowa Wola
Pasztowa Wola-Kolonia
Pawliczka
Płósy
Podkońce
Rzechów-Kolonia
Rzeczniów
Rzeczniów-Kolonia
Rzeczniówek
Rybiczyzna
Stary Rzechów
Wincentów
Wólka Modrzejowa
Wólka Modrzejowa-Kolonia
Zawały
Weitere Orte der Gemeinde sind:
Berkowizna
Borcuchy
Dąbrówki
Gościniec
Gościniec-Osada
Kalinów Mały
Kaniosy
Leśniczówka Michałów
Mołdawa
Pod Michałowem
Pole
Rybiczyzna